# Juncus guadeloupensis
Juncus guadeloupensis là một loài thực vật có hoa trong họ Juncaceae. Loài này được Buchenau & Urb. mô tả khoa học đầu tiên năm 1900.